# Walter Rositzky
Walter Cäsar Max Rositzky (Hamburg, 16 de març de 1889 - Hamburg, 26 de maig de 1953) fou un futbolista alemany, d'origen jueu de la dècada de 1910. El seu cognom era escrit en les fonts de l'època de diverses formes, Rozitsky, Rotziky, Rozitskin, Rositzky, Rockisky, i el seu origen fou sovint objecte de discussió, polonès, alemany, francès, eslovac, hongarès o rus.

## Trajectòria
Havia jugat a futbol al Ottensen 08. Entre el 1911 i el 1913 va jugar al FC Barcelona. Va jugar un total de 50 partits i marcà 5 gols amb el club. Guanyà dos cops la Challenge Internacional del Sud de França (1911-12 i 1912-13). A continuació jugà dos anys més al Madrid CF. Va participar en la Primera Guerra Mundial, i en una carta que li envià al seu amic Joan Gamper li confirmà que havia sobreviscut.

## Palmarès
- Copa dels Pirineus:
  - 1911-12, 1912-13